# Līr Tork
Līr Tork (persiska: لير تَرَك, لير تَحرَك, لير ترك) är en ort i Iran.   Den ligger i provinsen Kohgiluyeh och Buyer Ahmad, i den centrala delen av landet, 500 km söder om huvudstaden Teheran. Līr Tork ligger 859 meter över havet och antalet invånare är 639.
Terrängen runt Līr Tork är platt åt sydväst, men åt nordost är den bergig. Runt Līr Tork är det ganska glesbefolkat, med 47 invånare per kvadratkilometer. Närmaste större samhälle är Dehdasht, 9,5 km väster om Līr Tork. Omgivningarna runt Līr Tork är i huvudsak ett öppet busklandskap.